# 해파리 공주
《해파리 공주》(일본어: 海月姫)는 히가시무라 아키코에 의한 일본의 만화 작품이다. 〈유행〉에는 인연이 없었던 소녀와 여장 남자가 펼치는 소동을 그린 러브 코미디.
본작에서 〈부녀자〉의 뜻은 본래의 의미에서 부녀(父女) 관계가 아닌 ‘자신의 취미에만 몰두하는 오타쿠 여성’을 가리킨다. 애니메이션판에서는 부녀자라고 부르는 묘사보다는 단순히 오타쿠라고만 되어 있다.

## 줄거리
해파리 공주는 오타쿠 여성들만이 입주할 수 있고 남성은 출입 금지인 도쿄의 아파트 건물 아마미즈칸을 중심으로 전개된다. 각 캐릭터는 자신만의 특별한 집착을 가지고 있지만, 주인공은 쿠라시타 츠키미이다. 그녀는 돌아가신 어머니가 수족관에 데려가 해파리의 레이스 같은 촉수를 공주 드레스와 연결시켜 준 기억에서 해파리에 대한 사랑이 시작되었다. 츠키미는 일러스트레이터가 되기를 희망하며 사회적 교류, 매력적인 사람들, 정식 직업에 대한 전망에 겁을 먹는 어색한 소녀이다.
아마미즈칸의 다른 거주자들도 마찬가지로, 스스로를 "자매단"(수녀)이라고 부르는 니트족이다. 츠키미는 정치인의 사생아인 세련된 코이부치 쿠라노스케를 만난다. 그는 정치적 의무를 피하고 어머니와 더 가까워지기 위해 크로스드레싱을 한다. 츠키미는 남자를 싫어하는 룸메이트들에게 그의 남성성을 비밀로 지키지만, 때때로 방에 남자가 있다는 친밀감에 고민한다.
아마미즈칸 주변 지역은 재개발 위협에 직면해 있으며, 기회주의자들은 이 고풍스러운 지역을 더 국제적인 지역으로 바꾸려고 시도하고 있다. 많은 건물들이 호텔과 쇼핑 센터를 위한 공간을 만들기 위해 철거되고 있다. 아마미즈칸의 거주자들은 매력적인 사람들을 두려워하고 싫어하지만, 아마미즈칸이 파괴되는 것을 원치 않는 쿠라노스케의 도움을 받는다.

## 개요
〈Kiss〉(코단샤)에서 2008년 21호부터 연재되었다. 또한, 2014년 4월호 게재 후 다음 5월호를 휴재하고 다른 작품인 〈도쿄 타라레바 아가씨〉를 연재한 후, 두 작품 모두 부정기 연재가 되고 있다. 단행본은 코단샤에서 전 17권까지 발행되어 10권까지의 누계 발행 부수는 220만부에 달한다.
제34회 코단샤 만화상 소녀 부문 수상. 〈이 만화가 대단해! 2011〉 여자 편 제3위 수상.
2010년 10월부터 12 월에 걸쳐 후지 TV 〈노이타미나〉 범위에서 TV 애니메이션화되었다.
2014년 실사 영화화되었다.
2018년 1월부터 3월까지 후지 TV에서 요시네 쿄코 주연으로 드라마가 방송 되었다.

## 등장 인물

### 주인공
쿠라시타 츠키미
18세. 해파리 오타쿠. 일러스트레이터를 목표해 카고시마 현으로부터 상경.
코이부치 쿠라노스케
펫 숍에서 해파리를 구한 기 센 미녀…라고 생각했더니, 실은 여장을 한 남성. 모두가 인정하는 미소년으로, 여장한 모습은 누구나 반할 정도의 미인. 본업은 대학생.

### 천수관의 거주자(아마~즈)와 그 관계자
치에코
아마~즈 중 한 명.
마야야
아마~즈 중 한 명.
반바
아마~즈 중 한 명.
지지
아마~즈 중 한 명.
메지로 쥬온
천수관 4호실 거주자.
노무
치에코의 친구.

### 코이부치가(家)와 그 연고
코이부치 슈
쿠라노스케의 배다른 형제.
코이부치 케이치로
슈·쿠라노스케의 부친.
네기시 사부로타
총리대신.
하나모리 요시오
코이부치가(家)의 운전 기사로, 슈와는 소꿉친구.
이나리 쇼코
천수 지구의 재개발을 계획하고 있는 디벨로퍼.
리나
쿠라노스케의 생모.

### 그 외
쿠라라
츠키미의 펫인 문어 해파리.

## 서적 정보
히가시무라 아키코 〈해파리 공주〉 코단샤 <KISS KC> 전 17 권
- 1. 2009년 3월 13일 발행 (동일 발매) ISBN 978-4-06-340744-0
  2. 2009년 7월 13일 발행 (동일 발매) ISBN 978-4-06-340762-4
  3. 2009년 11월 13일 발행 (동일 발매) ISBN 978-4-06-340775-4
  4. 2010년 3월 12일 발행 (동일 발매) ISBN 978-4-06-340790-7
  5. 2010년 8월 10일 발행 (동일 발매) ISBN 978-4-06-340812-6
  6. 2010년 11월 26일 발행 (동일 발매) ISBN 978-4-06-340824-9
  7. 2011년 4월 13일 발행 (동일 발매) ISBN 978-4-06-340841-6
  8. 2011년 9월 13일 발행 (동일 발매) ISBN 978-4-06-340855-3
  9. 2012년 3월 13일 발행 (동일 발매) ISBN 978-4-06-340874-4
  10. 2012년 9월 13일 발행 (동일 발매) ISBN 978-4-06-340887-4
  11. 2013년 3월 13일 발행 (동일 발매) ISBN 978-4-06-340903-1
  12. 2013년 7월 12일 발행 (동일 발매) ISBN 978-4-06-340912-3
  13. 2013년 12월 13일 발행 (동일 발매) ISBN 978-4-06-340921-5
  14. 2014년 9월 12일 발행 (동일 발매) ISBN 978-4-06-340934-5
  15. 2015년 1월 13일 발행 (동일 발매) ISBN 978-4-06-340941-3
  16. 2016년 5월 13일 발행 (동일 발매) ISBN 978-4-06-340987-1
  17. 2017년 11월 13일 발행 (동일 발매) ISBN 978-4-06-510452-1

히가시무라 아키코 〈해파리 공주 외전 BARAKURA~장미가 있는 생활~〉 코단샤 <와이드 KC> 전 2권
- 1. 2012년 9월 13일 초판 인쇄 발행 (동일 발매) ISBN 978-4-06-337761-3
  2. 2014년 9월 12일 초판 인쇄 발행 (동일 발매) ISBN 978-4-06-337804-7

## 애니메이션
2010년 10월부터 12월까지, 후지 TV 〈노이타미나〉 시간대에서 방송되었다.
치이타케 오이지지사마의 감상 상품 (브로마이드 등)으로 특별 출연하고 있으며, 엔딩 크레딧에도 기재되어 있다. 또한 제8화 마피아는 원작자 히가시무라 아키코의 아들(애칭: 곳짱)이 잠깐 등장하고 있다. 이 애니메이션에 앞서 같은 해 8월부터 노이타미나 전반·후반 시간대의 막간에 사전 번선을 겸한 미니 애니메이션판 〈그래 가자! 니~두 탐험대〉가 방송됐다. 본편의 스토리와는 전혀 관계없이 정글을 탐험하는 〈비구니~즈들의 모험기〉를 그리고 있다.

### 스태프
- 감독·음향 연출 - 오오모리 타카히로
- 시리즈 구성 - 하나다 쥿키
- 캐릭터 디자인 - 하야마 켄지
- 미술 - 잇시키 미오
- 색채 설계 - 우타가와 리츠코
- 촬영 - 타무라 히토시
- 편집 - 세키 카즈히코
- 음악 프로듀서 - 사노 히로아키
- 음악 - 요시모리 마코토
- 치프 프로듀서 - 야마모토 코지
- 프로듀서 - 모리지리 카즈아키, 마츠오 미츠히로, 타케에다 요시노리
- 애니메이션 프로듀서 - 사토 유미
- 애니메이션 프로듀스 - GENCO
- 애니메이션 제작 - 브레인즈 베이스
- 음악 제작 - 후지 퍼시픽 음악 출판, 소니 뮤직 엔터테인먼트
- 음향 제작 - 닥스 인터내셔널
- 녹음 스튜디오 - STUDIO T&T
- 협력 - 신 에노시마 수족관
- 제작 - 〈해파리 공주〉 제작 위원회 (후지 TV, 아스믹 에이스, 코단샤, 소니 뮤직 엔터테인먼트, 덴츠, 토호, 젠코)

### 각 화 리스트
| 화 수  | 부제                       |
| ------ | -------------------------- |
| 제1화  | 섹스 앤드 더 아마즈        |
| 제2화  | 스키야키 웨스턴 마츠사카   |
| 제3화  | 마법을 걸려서              |
| 제4화  | 수족관에서 만나요          |
| 제5화  | 나는 해파리가 되고 싶어    |
| 제6화  | 나이트 오브 더 리빙 아마즈 |
| 제7화  | 금융 무직 열도             |
| 제8화  | 밀리언 달러 베이비즈       |
| 제9화  | 한밤중의 체리 보이         |
| 제10화 | 사랑과 미지근한 물의 나날  |
| 제11화 | 젤리피시 오브 드림스       |

| 후지 TV·BS 후지 노이타미나 제1부 | 후지 TV·BS 후지 노이타미나 제1부 | 후지 TV·BS 후지 노이타미나 제1부 |
| 이전 작품                        | 작품명                           | 다음 작품                        |
| -------------------------------- | -------------------------------- | -------------------------------- |
| 모야시몬 (드라마판)              | 해파리 공주                      | 프랙탈                           |

## 영화
2014년 12월 27일에 공개. 감독은 카와무라 타이스케. 주연은 노넨 레나. 일본 전역 216 스크린에서 개봉되었다.

### 캐스트
- 쿠라시타 츠키미 - 노넨 레나
- 코이부치 쿠라노스케 - 스다 마사키
- 반바 - 이케와키 치즈루
- 마야야 - 오타 리나
- 지지 - 시노하라 토모에
- 치에코 - 바바조노 아즈사 (아지안)
- 코이부치 슈 - 하세가와 히로키
- 코이부치 케이치로 - 히라이즈미 세이
- 하나모리 요시오 - 하야미 모코미치
- 열대어 가게 점장 - 나카무라 토모야
- 이나리 쇼코 - 카타세 나나
- 카시와기 - 우치노 켄타

### 스태프
- 원작 - 히가시무라 아키코 〈해파리 공주〉 (코단샤 〈Kiss〉 연재 중)
- 감독 - 카와무라 야스히로
- 각본 - 오노 토시야, 히가시무라 아키코
- 음악 - 마에야마다 켄이치
- 드레스 디자인·스타일리스트 - 이지마 쿠미코
- 주제가 - SEKAI NO OWARI 〈マーメイドラプソディー〉 (TOY'S FACTORY INC)
- 삽입곡 - SEKAI NO OWARI 〈スターライトパレード〉 〈花鳥風月〉
- 이그제큐티브 프로듀서 - 토시마 마사로, 스즈키 신이쿠
- 프로듀서 - 이데 요코, 우타 미츠루, 마쓰시타 타쿠야
- 공동 프로듀서 - 스즈키 슌스케, 카모 요시타카
- 어소시에이트 프로듀서 - 츠보야 유키
- 라인 프로듀서 - 하시모토 류타
- 촬영 - 후쿠모토 준
- 조명 - 이치카와 토쿠쥬
- 미술 - 카사이 아키
- 녹음 - 코마츠 마사토
- 편집 - 모리시타 히로아키
- 조감독 - 나루세 토모이치
- 스크립터 - 나카타 히데코
- 기술 프로듀서 - 오야 테츠오
- VFX 프로듀서 - 미치키 노부타카
- 음악 프로듀서 - 야스이 히카리
- 제작·배급 - 아스믹 에이스
- 제작 협력 프로덕션 - 긱 사이트
- 제작 - 영화 〈해파리 공주〉 제작위원회 (아스믹 에이스, 코단샤, 해피 넷, 파르코, 도카이 TV, 레프로 엔터테인먼트)

### 수상
- 제10회 오사카 시네마 페스티벌[3][4]
  - 남우조연상 (스다 마사키 《그곳에서만 빛난다》, 《사채꾼 우시지마 Part2》와 함께)

## 텔레비전 드라마
2018년 1월 15일부터 2018년 3월 19일까지 후지 TV "월 9" 시간대에서 방송 되었다.

### 캐스트
- 쿠라시타 츠키미 : 요시네 쿄코 / 히라사와 코코로 (요소기)
- 코이부치 쿠라노스케 : 세토 코지 / 시미즈 토야 (요소기)
- 코이부치 슈 : 쿠도 아스카
- 지지 : 키나미 하루카
- 반바 : 마츠이 레나
- 마야야 : 우치다 리오
- 치에코 : 토미야마 에리코
- 이나리 쇼코 : 이즈미 리카
- 하나모리 요시오 : 카나메 준
- 사사키 코헤이 : 야스이 준페이
- 코이부치 요코 : 토코시마 요시코
- 코이부치 케이이치로 : 기타오지 긴야
- 쿠라시타 미유키 : 코유키
- 키리야마 코토네 : 모가미 모가(제1화)
- 열대어 가게 점원 : 타마가와 롄(제1화)

### 스태프
- 연출 : 이시카와 준이치, 야마우치 다이스케, 카미야 카에데
- 각본 : 토쿠나가 유이치
- 음악 : 스에히로 켄이치, MAYUKO
- 편성 기획 : 와타나베 츠네야
- 프로듀스 : 고바야시 히로시
- 제작 : 후지 TV
- 제작 저작 : 공동 TV

### 방송 일정·시청률
| 각화                                                       | 방송일   | 부제                                                                      | 연출              | 시청률 |
| ---------------------------------------------------------- | -------- | ------------------------------------------------------------------------- | ----------------- | ------ |
| 제1화                                                      | 1월 15일 | 게츠쿠 역사상 가장 이상한 삼각 관계!? 사람은 누구나 자신의 상태에 빛나는! | 이시카와 준이치   | 8.6%   |
| 제2화                                                      | 1월 22일 | 첫사랑의 시련 아마미즈관이 소멸!? 아마~즈 최대의 위기                     | 이시카와 준이치   | 6.9%   |
| 제3화                                                      | 1월 29일 | 첫 데이트! 파헤쳐 진 신데렐라의 마법과 거짓말                             | 야마우치 다이스케 | 5.9%   |
| 제4화                                                      | 2월 5일  | 긴급 출동! 낙오자들이 일으키는 대역전극!                                  | 야마우치 다이스케 | 7.5%   |
| 제5화                                                      | 2월 12일 | 일확천금! 쇼타임에 걸친 동료의 마음을 연결! 운명의 결정                   | 이시카와 준이치   | 5.3%   |
| 제6화                                                      | 2월 19일 | 제2장 돌입 니~즈 해산 위기! 사랑과 용기의 투쟁                            | 카미야 카에데     | 5.0%   |
| 제7화                                                      | 2월 26일 | 일발 역전! 수수께끼의 남자의 수상한 유혹!? 네가 원하는                    | 이시카와 준이치   | 4.9%   |
| 제8화                                                      | 3월 5일  | 눈물샘 붕괴! 해월의 결단과 눈물의 이별 최후의 만찬                        | 이시카와 준이치   | 5.0%   |
| 제9화                                                      | 3월 12일 | 사랑하는 사람에게 기적은 우리들이 만드는! 탈환 대작전                     | 야마우치 다이스케 | 6.0%   |
| 최종화                                                     | 3월 19일 | 니 ~ 두여 영원히! 눈물의 졸업 작품 마지막 키스                            | 이시카와 준이치   | 5.8%   |
| 평균 시청률 6.1% (시청률은 간토 지방·비디오 리서치사 조사) |          |                                                                           |                   |        |

| 후지 TV 월요일 밤 9시 드라마                                    | 후지 TV 월요일 밤 9시 드라마         | 후지 TV 월요일 밤 9시 드라마   |
| 이전 작품                                                       | 작품명                               | 다음 작품                      |
| --------------------------------------------------------------- | ------------------------------------ | ------------------------------ |
| 민중의 적 ~세상, 이상하지 않습니까!?~ (2017.10.23 - 2017.12.25) | 해파리 공주 (2018.1.15 - 2018.03.19) | 컨피던스 맨 JP (2018.04.09 - ) |